# Aristóteles y Dante descubren los secretos del universo (película)
Aristóteles y Dante descubren los secretos del universo (en inglés: Aristotle and Dante Discover the Secrets of the Universe) es una película de drama juvenil estadounidense de coming-of-age de 2022 dirigida por Aitch Alberto. La película es una adaptación de la novela de 2012 del mismo nombre por Benjamin Alire Sáenz.

## Reparto
- Max Pelayo como Aristóteles “Ari” Mendoza
- Reese Gonzales como Dante Quintana
- Eugenio Derbez como Jaime Mendoza
- Eva Longoria como Soledad Quintana
- Verónica Falcón como Liliana Mendoza
- Isabella Gómez como Gina Navarro
- Luna Blaise como Ileana Tellez
- Kevin Alejandro como Sam Quintana

## Producción
A principios de 2017, se reveló que Aitch Alberto estaba en proceso de desarrollar un guion basado en la novela de Benjamin Alire Sáenz. En 2016, ella había volado hacia Texas para presentarle su idea a Sáenz y discutir los derechos para adaptar su novela. También se puso en contacto con Lin-Manuel Miranda, quien había narrado el audiolibro de la novela, y lo invitó a abordar el proyecto como productor. La recién inaugurada Big Swing Productions de Kyra Sedgwick se unió al proyecto en 2018.
Xolo Maridueña y Reese Gonzales, el último de los cuales repetiría su papel en la película, realizaron una lectura en vivo del guion de Alberto en el Outfest 2018. También en la lectura en vivo estuvieron Norma Maldonado, José Zúñiga, Liz Torres, Ana Ortiz, Madison De La Garza, Martin Morales, Norio Chalico, y Matt Pascua.
En octubre de 2021 se anunció que Max Pelayo y Gonzales protagonizarían respectivamente los personajes principales en la adaptación cinematográfica con Eugenio Derbez, Eva Longoria, Verónica Falcón, Isabella Gomez, Luna Blaise, y Kevin Alejandro completando el reparto. Derbez también produciría la película para 3Pas Studios junto a Valerie Stadler, Ben Odell, y Dylan Sellers y Chris Parker para Limelight. David Boies y Zack Schiller de Boies Schiller Entertainment se desempeñarían como los productores ejecutivos de la película y CJ Barbato sería el coproductor.
La fotografía principal comenzó en octubre de 2021.
La creadora de las ilustraciones originales de las portadas de las novelas de Aristóteles y Dante, Sarah J Coleman, fue contratada para diseñar el título principal y los créditos de la película.

## Estreno
La película se estrenó en la sección “Discovery” del Festival Internacional de Cine de Toronto de 2022 el 9 de septiembre de 2022.
A la película se le había ofrecido un espacio destacado en el Festival de Cine de Sundance de 2022, pero Alberto optó por esperar hasta los festivales de otoño para tener más tiempo para “afinar”. Aitch Alberto fue incluida en la prestigiosa lista de los “10 Director's to Watch” de Variety en enero de 2022.